# BKK family

Ehemaliges Logo

Die BKK family war eine deutsche gesetzliche Krankenversicherung aus der Gruppe der Betriebskrankenkassen. Sie hatte ihren Sitz in Wiesbaden.

## Geschichte
Die BKK ging zurück auf die vor 1892 gegründete Betriebskrankenkasse der Didier Schamotte Fabrik Aktien Gesellschaft in Stettin. Später erfolgte die Erweiterung auf die Friedhelm Loh Group. 1996 wurde die BKK Didier in Betriebskrankenkasse für Industrie, Handel und Versicherungen (BKK IHV) umbenannt. 
Ab 1. Juni 2014 änderte die BKK IHV ihren Namen in BKK family. Vorstand war Heinz-Werner Stumpf. Vorstand Stumpf kandidierte 2012 als Oberbürgermeisterkandidat für die Bürgerbewegung pro Mainz, einer Wählergruppe bei der laut dem Sozialwissenschaftler Alexander Häusler alles darauf hindeutete, dass sie ein „weiterer Knoten im Netzwerk“ der rechtspopulistischen Pro-Bewegung sei.
Die Kasse fusionierte am 1. Januar 2016 mit der BKK ProVita.

## Beitragssätze
Seit 1. Januar 2009 wurden die Beitragssätze vom Gesetzgeber einheitlich vorgegeben. Die BKK erhob ab dem 1. Januar 2015 einen einkommensabhängigen Zusatzbeitrag in Höhe von 1,2 Prozent des beitragspflichtigen Einkommens.

## Kritik an der Kooperation mit Pro Life
Ab 2009 bestand eine enge Kooperation der BKK IHV mit dem Lebensschützer-Verein „ProLife Deutschland“. Gemeinsam wurde beschlossen, eine „ganz besondere Krankenversicherung“ zu gründen, um dem „demografischen Trend entgegenzuwirken“: Alle ProLife-Mitglieder verpflichteten sich, auf Schwangerschaftsabbrüche zu verzichten. Als Mitglieder der BKK IHV erhielten sie von der Krankenkasse für die Geburt eines Kindes eine Entbindungs- und Stillprämie. Auch Der Spiegel und die Süddeutsche Zeitung berichteten im Februar 2012 kritisch über die Kooperation der BKK IHV mit ProLife, die als die einflussreichste Vereinigung von Abtreibungsgegnern in Europa gilt und eine Nachfolgeorganisation des Vereins zur Förderung der Psychologischen Menschenkenntnis ist.